# 다부치 류지
다부치 류지(일본어: 田渕 龍二, 1973년 2월 16일 ~ )는 일본의 전 축구 선수이다.

## 구단 경력
과거 오츠카 제약, 콘사돌레 삿포로, 비셀 고베에서 활동하였다.